# Edward Ashmore
Sir Edward Beckwith Ashmore, GCB, DSC (* 11. Dezember 1919 in Queenstown, County Cork, Irland; † 28. April 2016 in Brendoncare, Froxfield, Marlborough, Wiltshire) war ein britischer Seeoffizier der Royal Navy, der als Admiral zwischen 1974 und 1977 Erster Seelord (First Sea Lord) und Chef des Stabes der Marine (Chief of Naval Staff) war. Im Anschluss fungierte er von Februar bis August 1977 als Chef des Verteidigungsstabes der Streitkräfte des Vereinigten Königreichs (Chief of the Defence Staff).

## Leben

### Ausbildung zum Seeoffizier und Zweiter Weltkrieg
Edward Beckwith Ashmore war der ältere von zwei Söhnen von Vizeadmiral Leslie Haliburton Ashmore und dessen Ehefrau Tamara Vasilevna Schutt sowie der ältere Bruder des späteren Vizeadmiral Peter William Beckwith Ashmore. Er selbst absolvierte seine schulische Ausbildung am Yardley Court und begann danach am 1. Mai 1933 eine Ausbildung zum Seeoffizier am Royal Naval College in Dartmouth. Im Mai 1937 wurde er an Bord des Schulschiffs Frobisher versetzt und dort am 1. September 1937 zum Midshipman befördert. Am 1. Januar 1938 wurde er auf den Leichten Kreuzer Birmingham zu den Marineverbänden in China (China Station) versetzt. Danach befand er sich zu Beginn des Zweiten Weltkrieges vom 28. August 1939 bis Dezember 1939 an Bord der Victory in Portsmouth sowie vom 3. Januar 1940 bis Juni 1941 an Bord des Zerstörers Jupiter. Dort erfolgt am 25. April 1940 seine Beförderung zum Oberleutnant zur See (Sub-Lieutenant), die auf den 1. August 1939 zurückdatiert wurde, sowie am 1. Januar 1941 seine Beförderung zum Kapitänleutnant (Lieutenant).
Im August 1941 wurde Ashmore zunächst an Bord des Zerstörers Tetcott versetzt, übernahm aber kurz darauf vom 2. September 1941 bis zum 12. Januar 1943 den Posten des Ersten Leutnant auf dem Zerstörer Middleton. In dieser Verwendung wurde ihm am 22. September 1942 für die Teilnahme an der Operation Harpoon, einem Konvoi zwischen Gibraltar und Malta vom 11. bis 15. Juni 1942, das Distinguished Service Cross (DSC) verliehen. Danach war er zwischen Februar und Juni 1943 Abschnittsoffizier auf der King Alfred, die in Sussex als Ausbildungseinrichtung für Offizier der Marinereserve RNVR (Royal Naval Volunteer Reserve) diente. Nachdem er zwischen Juni und Dezember 1943 einen Fernmeldelehrgang besucht hatte, war er vom 9. Januar 1944 bis Juni 1944 Funkassistent des Oberkommandierenden der Heimatflotte (Home Fleet), Admiral Bruce Fraser, an Bord von dessen Flaggschiff Duke of York. Zuletzt war er während des Krieges von Dezember 1944 bis Oktober 1945 Flaggleutnant auf dem Leichten Kreuzer Swiftsure, dem Flaggschiff des 4. Kreuzergeschwaders (4th Cruiser Squadron). Für seine Verdienste in dieser Zeit im Fernen Osten wurde er nachträglich am 11. Juni 1946 im Kriegsbericht erwähnt (Mentioned in dispatches).

### Nachkriegszeit und Verwendungen als Offizier und Stabsoffizier

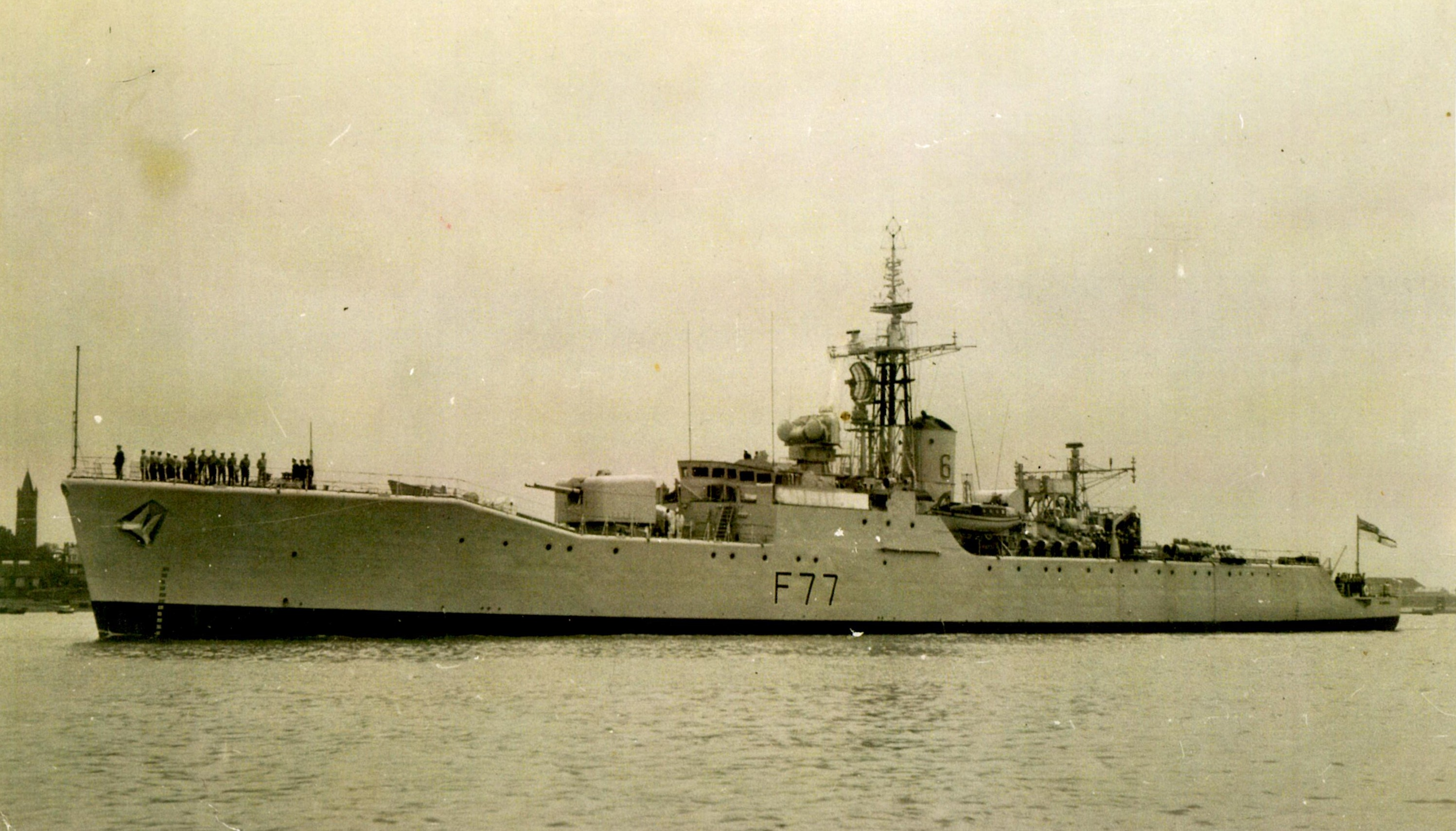
Im Oktober 1958 wurde Kapitän zur See Edward Ashmore Kommandant der Fregatte Blackpool

Nach Kriegsende absolvierte Edward Ashmore 1946 eine Übersetzerausbildung für die russische Sprache und war danach zwischen 1946 und 1947 Assistent des Marineattaché an der Botschaft in der Sowjetunion. Anschließend besuchte er vom 30. Juni 1947 bis Juli 1948 die Marinefernmeldeschule (Royal Navy Signals School „HMS Mercury“) in Petersfield und wurde am 1. Januar 1948 zum Korvettenkapitän (Lieutenant Commander) befördert. Nach anderen Verwendungen war er vom 15. Oktober 1949 bis Mai 1950 Kommunikationsoffizier des 3. Flugzeugträgergeschwaders (3rd Aircraft Carrier Squadron) und wurde am 31. Dezember 1950 zum Fregattenkapitän (Commander) befördert. Nach weiteren Verwendungen war er zwischen dem 23. Juni 1953 und Juli 1954 Kommandant (Commanding Officer) der Fregatte Alert und im Anschluss vom 19. Oktober 1954 bis April 1955 stellvertretender Kommandant (Executive Officer) der Marinefernmeldeschule (Royal Navy Signals School „HMS Mercury“).
Am 30. Juni 1955 erfolgte seine Beförderung zum Kapitän zur See (Captain) und wurde am 9. März 1956 Leitender Fernmeldeoffizier bei den in Oslo stationierten Alliierten Streitkräfte der NATO in Nordeuropa AFNORTH (Allied Forces Northern Europe). Am 4. Oktober 1958 wurde er Nachfolger von Kapitän zur See Peter Howes als Kommandeur des 6. Fregattengeschwaders (6th Frigate Squadron) und behielt diese Funktion bis zu seiner Ablösung durch Kapitän zur See Terence Lewin im Januar 1960. Zugleich war er von Oktober 1958 bis Januar 1960 Kommandant der Fregatte Blackpool. Am 10. November 1960 wurde Kapitän zur See Ashmore Nachfolger von Kapitän zur See John Fitzroy Duyland Bush als Direktor der Planungsabteilung der Admiralität (Director of Plans, Admiralty) und behielt dies Funktion bis Dezember 1961, woraufhin Kapitän zur See Andrew Mackenzie Lewis seine Nachfolge übernahm. Danach fungierte er vom 25. Januar 1962 bis zum 1. Juli 1963 als Direktor der Planungsabteilung beim Chef des Verteidigungsstabes (Chief of the Defence Staff), Flottenadmiral (Admiral of the Fleet) Louis Mountbatten, 1. Earl Mountbatten of Burma.

### Verwendungen als Flaggoffizier
Am 1. Juli 1963 wurde Flottillenadmiral (Commodore) Edward Ashmore als Nachfolger von Commodore John Edward Ludgate Martin Leitender Marineoffizier der Westindischen Inseln (Senior Naval Officer West Indies) und verblieb in dieser Funktion bis zu seiner Ablösung durch Commodore Hubert H. Dannreuther im Dezember 1964. In Personalunion war er zwischen Juli 1963 und Dezember 1964 zudem Kommandeur der britischen Streitkräfte in der Karibik sowie Kommandant der NATO für die Bermudainseln. Des Weiteren fungierte er zwischen dem 7. Juli 1964 und dem 7. Januar 1965 als Aide-de-camp von Königin Elisabeth II. für die Marine. Nach seiner Beförderung zum Konteradmiral (Rear Admiral) am 7. Januar 1965 wurde Edward Ashmore Assistierender Chef des Verteidigungsstabes für Fernmeldeangelegenheiten (Assistant Chief of Defence Staff (Signals)) und übte diese Funktion bis zum 1. März 1967 aus. Während dieser Zeit wurde er am 11. Juni 1966 Companion des Order of the Bath (CB). Im Anschluss löste er im April 1967 Vizeadmiral Charles Piercy Mills als Flaggoffizier und stellvertretender Kommandeur der Fernost-Flotte (Far East Fleet) ab und bekleidete dieses Amt bis zu seiner Ablösung durch Vizeadmiral Anthony Templer Frederick Griffith Griffin im August 1968. Zugleich war er in Personalunion zwischen April 1967 und August 1968 Kommandeur des 5. Geschwaders der Leichten Kreuzer und Kreuzer (5th Light Cruiser/Cruiser Squadron).
Am 24. Juli 1968 wurde Edward Ashmore ebenfalls zum Vizeadmiral (Vice Admiral) befördert. Danach löste er im Dezember 1968 Vizeadmiral Peter Hill-Norton als Vizechef des Marinestabes (Vice-Chief of Naval Staff) ab und hatte diesen Posten bis Januar 1971 inne, woraufhin Vizeadmiral Terence Lewin sein Nachfolger wurde. In dieser Verwendung erfolgte am 4. November 1970 seine Beförderung zum Admiral. Am 1. Januar 1971 wurde er zum Knight Commander des Order of the Bath (KCB) geschlagen, so dass er fortan den Namenszusatz „Sir“ führte. Am 16. September 1971 wurde als Nachfolger von Admiral William O’Brien als Oberkommandierender der West-Flotte (Commander-in-Chief, Western Fleet) und verblieb in dieser Verwendung bis zur Auflösung dieser Flotte im Oktober 1971. Im Anschluss übernahm er das neu geschaffene Amt als Oberkommandierender der Flotte CINCFLEET (Commander-in-Chief, The Fleet) und hatte dieses bis zu seiner abermaligen Ablösung durch Admiral Terence Lewin im Dezember 1973 inne. Zugleich war er in Personalunion zwischen September 1971 und Dezember 1973 Alliierter Oberkommandierender der NATO im Ärmelkanal ACCHAN (Allied Command Channel) sowie Oberkommandierender der Alliierten Streitkräfte im Ostatlantik CINCEASTLANT (Commander-in-Chief Eastern Atlantic Area).

### Erster Seelord und Chef des Verteidigungsstabes
Am 1. Januar 1974 wurde Edward Beckwith Ashmore auch zum Knight Grand Cross des Order of the Bath (GCB) erhoben. Am 1. März 1974 löste er Admiral Michael Patrick Pollock als Erster Seelord (First Sea Lord) und Chef des Stabes der Marine (Chief of Naval Staff) ab und hatte diese Ämter bis zum 9. Februar 1977 inne, woraufhin wieder Admiral Terence Lewin sein dortiger Nachfolger wurde. Zugleich bekleidete er vom 1. März 1974 bis zum 9. Februar 1977 die Funktion als Erster und Leitender Marineadjutant von Königin Elisabeth.
Zuletzt wurde Ashmore am 9. Februar 1977 zum Flottenadmiral (Admiral of the Fleet) befördert und übernahm als Nachfolger des am 24. Januar 1977 verstorbenen Marshal of the Royal Air Force Andrew Humphrey den Posten als Chef des Verteidigungsstabes der Streitkräfte des Vereinigten Königreichs (Chief of the Defence Staff). Am 30. August 1977 schied er aus dem aktiven Militärdienst aus, woraufhin Marshal of the Royal Air Force Neil Cameron sein Nachfolger wurde. Er trat am 2. November 1977 formell in den Ruhestand (Half-pay List). Er engagierte sich zudem zwischen 1996 und 1997 als Gouverneur des Suttons Hospital im London Charterhouse.
Am 11. Dezember 1942 heiratete er Elizabeth Mary Doveton Sturdee, Tochter von Konteradmiral Sir Lionel Arthur Doveton Sturdee, 2. Baronet, und Dorothy Mary Mowbray Sayer. Aus dieser Ehe gingen die Töchter Susan Alexandra Ashmore, Ehefrau des Solicitor Sir Francis John Badcock Sykes, 10. Baronet, und Elizabeth Tamara Ashmore, die beim Eisenbahnunfall von Hither Green am 5. November 1967 ums Leben kam, sowie der Sohn Thomas Sturdee Ashmore hervor.

## Veröffentlichung
- The Battle and the Breeze. The naval reminiscences of Admiral of the Fleet Sir Edward Ashmore, Autobiografie, 1997